# Liga das Nações da CONCACAF de 2024–25 – Fase Final
A fase final da Liga das Nações da CONCACAF de 2025 foi o torneio final da edição 2024–25 da Liga das Nações da CONCACAF, é a  quarta temporada desta competição internacional de futebol, envolvendo as seleções masculinas das 41 associações membros da CONCACAF. O torneio ocorrerá entre os dia 20 a 23 de março de 2025 nos  Estados Unidos, e está edição  vai ser disputado pelos quatro vencedores das   Quartas de Final da Liga das Nações da CONCACAF A. A competição apresenta as três fase com partidas únicas para determinar o campeão da Liga das Nações da CONCACAF, Seram às semifinais, disputar pelo terceiro lugar e a final do torneio masculino futebolista.

## Regulamento
Para determinar os confrontos das semifinais, CONCACAF classificou as quarto seleções nacionais participantes de 1 a 4, com base nos resultados das quartas de final, com a seleção que acumulou mais pontos enfrentando a seleção que acumulou menos pontos (1x4, 2x3), os desempates ocorrem com base em pontos, saldo de gols e gols marcados nas quartas de final 
Os confrontos serão os seguintes (1° Colocado x  4° Colocado), (2° Colocado x  3° Colocado), com base nos resultados na fase anterior, os vencedores da Semifinal avançarão para a final, onde o quarto campeão premiado, da mesma forma acontecerá com as seleções perdedoras na semifinal, onde o vencedor será terceiro lugar, as partidas das três seguintes fases serão disputadas em jogos únicos para definir o vencedor.
- Regras de desempate: se uma partida estiver empatada até o final dos acréscimo dos 90 minutos, será jogado dois tempos de 15 minutos com acréscimo (Prorrogação), se empatada irá automaticamente para os pênaltis para conhecer o vencedor.[3]

## Sede
O SoFi Stadium em Inglewood será  a sede das finas da Liga  das Nações  da CONCACAF de 2025, e foram confirmados como os locais para o torneio em 09 de outubro de 2024, a  CONCACAF fez confirmação para também sedia partidas  dos seguintes torneios Copa Ouro da CONCACAF de 2025 e a Copa do Mundo FIFA de 2026.
| SoFi Stadium | Los Angeles (Inglewood) |
| ------------ | ----------------------- |
| SoFi Stadium | SoFi Stadium            |
| SoFi Stadium | Capacidade: 770 240     |
| SoFi Stadium |                         |

## Equipes Participantes

### Classificados
Os quatro vencedores das Quartas de Final da Liga A, se classificaram para as finais da Liga das Nações da CONCACAF. 
| Vencedor                   | Data da classificação  | Aparições anteriores                 | Melhor resultado na Liga das Nações da CONCACAF | Participações nas Finais da Liga das Nações da CONCACAF |
| -------------------------- | ---------------------- | ------------------------------------ | ----------------------------------------------- | ------------------------------------------------------- |
| Estados Unidos (anfitrião) | 18 de novembro de 2024 | 3 vezes (2019–20, 2022–23 e 2023–24) | Campeão (2019–20, 2022–23 e 2023–24)            | 4 vezes (2019–20, 2022–23, 2023–24 e 2024–25)           |
| Panamá                     | 18 de novembro de 2024 | 2 vezes (2022–23 e 2023–24)          | Quarto lugar (2022–23 e 2023–24)                | 3 vezes 2022–23, 2023–24 e (2024–25)                    |
| Canadá                     | 19 de novembro de 2024 | 1 veze (2022–23)                     | Vice-Campeão (2022–23)                          | 2 vezes (2022–23 e 2024–25)                             |
| México                     | 19 de novembro de 2024 | 3 vezes (2019–20, 2022–23 e 2023–24) | Vice-Campeão (2019–20 e 2023–24)                | 4 vezes (2019–20, 2022–23, 2023–24 e 2024–25)           |

Os vencedores das quartas de final da Liga das Nações da CONCACAF A de 2024–25. Após a classificação das seleções  para as semifinais do torneio masculino futebolista a CONCACAF determinará os confrontos na base dos resultados das quartas de final, e os vencedores já estão classificados para a Copa Ouro da CONCACAF de 2025
| Pos | Equipe         | Pts | J | V | E | D | GP | GC | SG | Promovido                  |
| --- | -------------- | --- | - | - | - | - | -- | -- | -- | -------------------------- |
| 1   | Canadá         | 6   | 2 | 2 | 0 | 0 | 4  | 0  | +4 | Confronto das semifinais 1 |
| 2   | Estados Unidos | 6   | 2 | 2 | 0 | 0 | 5  | 2  | +3 | Confronto das semifinais 2 |
| 3   | Panamá         | 4   | 2 | 1 | 1 | 0 | 3  | 2  | +1 | Confronto das semifinais 2 |
| 4   | México         | 3   | 2 | 1 | 0 | 1 | 4  | 2  | +2 | Confronto das semifinais 1 |

## Semifinais
| 20 de março de 2025 | Estados Unidos | 0 – 1     | Panamá | SoFi Stadium Inglewood             |
| 16:00 (UTC−7)       |                | Relatório |        | Árbitro: JAM Oshane Anthony Nation |

| 20 de março de 2025 | Canadá | 0 – 2     | México | SoFi Stadium Inglewood                  |
| 19:30 (UTC−7)       |        | Relatório |        | Árbitro: HON Héctor Saíd Martínez Sorto |

## Disputa pelo terceiro lugar
| 23 de março de 2025 | Canadá                    | 2 – 1     | Estados Unidos | SoFi Stadium Inglewood               |
| 15:00 (UTC−7)       | Oluwaseyi 27' · David 59' | Relatório | 35' Agyemang   | Árbitro: Katia Itzel García (México) |

## Final
| 23 de março de 2025 | México                   | 2 – 1     | Panamá                    | SoFi Stadium Inglewood             |
| 18:30 (UTC−7)       | Jiménez 8', 90+2' (pen.) | Relatório | 45+2' (pen.) Carrasquilla | Árbitro: Mario Escobar (Guatemala) |